# Campsa
Campsa (spanisch Compañía Arrendataria del Monopolio del Petróleo) war die zeitweise staatliche spanische Erdölmonopolgesellschaft. Die Gründung erfolgte im Jahr 1927, die Auflösung im Jahr 1993.

## Geschichte
Bis zur Diktatur von Miguel Primo de Rivera wurde der spanische Ölmarkt hauptsächlich durch die Firmen Royal Dutch Shell und Standard Oil Company of New Jersey kontrolliert. Im Juni 1927 ließ der spanische Finanzminister José Calvo Sotelo die Einzelhandelsverkaufsstruktur von Shell, Standard Oil und weiteren privaten Unternehmen beschlagnahmen und als CAMPSA an spanische Banken verkaufen. Um die Versorgung mit Rohöl zu sichern, wurde die Compañía Española de Petróleos (CEPSA) gegründet. Zudem wurde versucht, Öl von Ölfeldern in Venezuela zu raffinieren, an welchen das Unternehmen Petroleos Porto Pi von Juan March Anteile hatte. CAMPSA gelang es auch auf Grund der Feindschaft von Shell nicht, eine unabhängige Versorgung zu entwickeln. Ursprünglich war CAMPSA eine Gesellschaft, bei der der spanische Staat nur eine Minderheitsbeteiligung hielt. Die Förderkonzession wurde 1947 erneuert.
Bis 1977 hielt der Staat mehr als 50 % des Aktienkapitals. 1981 trat Campsa dem Instituto Nacional de Hidrocarburos (INH) bei. Aufgrund der Forderung der Europäischen Union nach Privatisierung wurde CAMPSA 1992 an die größten privaten Mineralölunternehmen in Spanien, Repsol (ein teilprivatisiertes ehemaliges Staatsunternehmen), Cepsa und BP verkauft. Die Rechte an der Marke CAMPSA erhielt Repsol. Ab Anfang 2009 wurden die CAMPSA-Tankstellen auf die Marke Repsol umgeflaggt.
Das restliche Vermögen der Gesellschaft, hauptsächlich im Logistik- und Pipelinesektor, wurde unter dem Namen Compañía Logística de Hidrocarburos (CLH) zusammengefasst.
Unter dem Traditionsnamen Guía CAMPSA publizierte Repsol einen in Spanien wichtigen Reiseführer ähnlich dem französischen Guide Michelin. Mit der Ausgabe 2009 wurde dieser Reiseführer in „Guía Repsol“ umbenannt.